# Terry Myerson
Terry Myerson (geboren in 1972 of 1973) was Microsofts vicevoorzitter van de afdeling Windows en apparaten. Hij studeerde in 1992 af aan de Duke University en richtte Intersé Corporation op. Dat bedrijf werd in 1997 gekocht door Microsoft. Bij Microsoft gaf hij leiding aan het team dat Microsoft Exchange en Windows Phone ontwikkelde. In juli 2013 werd hij vicevoorzitter en die functie bleef hij uitvoeren tot maart 2018. 

## Onderwijs en carrière
Myerson studeerde aan de Duke University. Hij volgde oorspronkelijk een studie liberal arts, maar koos later voor werktuigbouwkunde. Tijdens zijn studie werkte hij parttime als grafisch ontwerper bij het Amerikaanse Environmental Protection Agency. Na zijn afstuderen in 1992 werkte hij in de grafische wereld voordat hij zijn eigen bedrijf Intersé Corporation oprichtte. Dat bedrijf maakte software om websites te bouwen en data te verzamelen. Het bedrijf werd in 1997 overgenomen door Microsoft en Myerson ontving $16.5 miljoen in aandelen.

### Microsoft
Bij Microsoft werkte Myerson bij de zakelijke internetservices en applicaties voor servers, waaronder Site Server, BizTalk Server en Windows Management Instrumentation. Vanaf 2001 gaf hij acht jaar leiding aan het zakelijke email- en kalenderprogramma Microsoft Exchange.
Eind 2008 werd hij hoofd van de afdeling mobiele ontwikkeling. In december kondigde hij aan dat het mobiele besturingssysteem Windows Mobile helemaal anders moest en dat alle code opnieuw geschreven moest worden. Hierdoor zou de Windows Phone beter kunnen concurreren met de iPhone. Vanaf 2011 gaf hij leiding aan het Windows Phone project. Myerson leidde een reorganisatie op de mobiele afdeling en huurde Joe Belfiore in. Belfiore zou later de interface voor de Windows Mobile maken. Myserson kende Jo Harlow, de vicevoorzitter van de afdeling smart devices van Nokia en zo ontstond de grootste samenwerking tussen hardware en software die Microsoft op dit moment kent.
In juli 2013 werd Myerson vicevoorzitter van Microsofts afdeling voor ontwikkeling van besturingssystemen. Volgens The Verge is Myerson "de belangrijkste man van Microsoft" na de reorganisatie. Twee jaar later voegde Microsoft de afdeling apparaten samen met de afdeling besturingssystemen en deze nieuwe afdeling stond onder leiding van Myerson. Slechts 5 jaar later, in maart 2018, werd aangekondigd dat deze afdeling in twee onderdelen, Experiences & Devices en Cloud & AI, geleid door respectievelijk de oorspronkelijk door Myserson zelf ingehuurde Joe Belfiore en Scott Guthrie, de toenmalig vicevoorzitter van Cloud & Enterprise, gesplitst ging worden.

### Persoonlijk leven
Myerson is getrouwd en heeft drie kinderen. Hij heeft een jongere broer die bij Microsoft werkt.